# Keurig Dr Pepper
Keurig Dr Pepper, anteriormente Green Mountain Coffee Roasters (1981–2014) e Keurig Green Mountain (2014–2018), é um conglomerado americano de bebidas e cafeteiras de capital aberto com sede em Burlington, Massachussetes.